# ألان أغاييف
ألان أغاييف (بالروسية: Агаев, Алан Хазбиевич)‏ هو لاعب كرة قدم روسي في مركز الدفاع، ولد في 31 مارس 1977 في فلاديقوقاز في روسيا. لعب مع ألانيا.